# 皇帝新脑
《皇帝新脑——有关电脑、人脑及物理定律》（英語：The Emperor's New Mind: Concerning Computers, Minds and The Laws of Physics）是数学物理学家羅傑·潘洛斯1989年出版的一本关于人工智能科普读物。